# Gian Francesco Malipiero
Gian Francesco Malipiero (Venècia, 18 de març, 1882 – Treviso, 1 d'agost, 1973) va ser un compositor, musicòleg, professor de música i editor italià.

## Anys de joventut
Nascut a Venècia en una família aristocràtica, net del compositor d'òpera Francesco Malipiero, problemes familiars van impedir a Gian Francesco Malipiero de seguir la seva educació musical de manera continuada. El seu pare es va separar de la seva mare el 1893 i va portar Gian Francesco a Trieste, a Berlín i, finalment, a Viena. El jove Malipiero i el seu pare van trencar amargament la seva relació, i el 1899 Malipiero va tornar a casa de la seva mare a Venècia, on va ingressar al Liceo Musicale de Venècia (actual Conservatori Benedetto Marcello di Venezia).
Després d'aturar les classes de contrapunt amb el compositor, organista i pedagog Marco Enrico Bossi, Malipiero va continuar estudiant pel seu compte copiant música de compositors com Claudio Monteverdi i Girolamo Frescobaldi de la Biblioteca Marciana, a Venècia, iniciant així un compromís de tota la vida amb la música italiana. d'aquell període. El 1904 va anar a Bolonya i va buscar Bossi per continuar els seus estudis, al Liceo Musicale de Bolonya (actual Conservatori Giovanni Battista Martini). El 1906 va tornar al Conservatori de Música Benedetto Marcello de Venècia per continuar els seus estudis. Després de graduar-se, Malipiero va treballar com a assistent del compositor cec Antonio Smareglia.

## Carrera musical
El 1905 Malipiero va tornar a Venècia, però de 1906 a 1909 va estar sovint a Berlín, on va seguir les classes de Max Bruch. Més tard, el 1913, Malipiero es va traslladar a París, on va conèixer la música de Ravel, Debussy, Falla, Schönberg i Berg. El més important és que va assistir a l'estrena de La consagració de la primavera de Stravinski, poc després de conèixer Alfredo Casella i Gabriele d'Annunzio. Va descriure l'experiència com un despertar «d'una llarga i perillosa letargia». Després d'això, va repudiar gairebé totes les composicions que ell havia escrit fins aleshores, amb l'excepció de Impressioni dal vero (1910–1911). En aquella època va guanyar quatre premis de composició a l'Accademia Nazionale di Santa Cecilia de Roma, en presentar cinc composicions amb cinc pseudònims diferents.
El 1917, a causa de la derrota italiana a la batalla de Caporetto, es va veure obligat a fugir de Venècia i es va instal·lar a Roma.
El 1923, es va unir amb Alfredo Casella i Gabriele D'Annunzio per crear la Corporazione delle Nuove Musiche. Malipiero va mantenir bones relacions amb Benito Mussolini fins que va muntar el llibret de Luigi Pirandello La favola del figlio cambiato, guanyant-se la condemna dels feixistes. Malipiero va dedicar la seva següent òpera, Giulio Cesare, a Mussolini, però això no el va ajudar.
Va ser professor de composició al Conservatori de Parma de 1921 a 1924. El 1932 va ser nomenat professor de composició a l'aleshores Liceo Musicale de Venècia, que va dirigir de 1939 a 1952. Entre d'altres, va ser professor de Luigi Nono i del seu propi nebot Riccardo Malipiero.
Després d'establir-se definitivament a la petita ciutat d'Asolo l'any 1923, Malipiero va començar el treball editorial pel qual seria més conegut, una edició completa de tota l'obra de Claudio Monteverdi, de 1926 a 1942, i després de 1952, l'edició de bona part dels Concerts de Vivaldi a l'Institut Italià Antonio Vivaldi.

## Composicions
Malipiero tenia una actitud ambivalent cap a la tradició musical dominada pels compositors austro-alemanys, i en canvi va insistir en el redescobriment de la música italiana anterior al segle xix.
Entre les seves obres orquestrals hi ha disset composicions que va anomenar simfonies, de les quals tanmateix només onze estan numerades. Va compondre la primera l'any 1933, quan Malipiero ja tenia més de cinquanta anys. Abans d'això, havia escrit diverses peces orquestrals importants però va evitar la paraula sinfonia (simfonia) gairebé completament a causa del seu rebuig a la tradició simfònica austro-alemanya. Les úniques excepcions són les tres composicions Sinfonia degli eroi (1905), Sinfonia del mare (1906) i Sinfonie del silenzio e della morte (1909–1910). En aquelles obres primerenques, però, l'etiqueta «simfonia» no s'ha d'interpretar, com una indicació d'obres a l'estil simfònicde Beethoven o Brahms, sinó més aviat com a poemes simfònics. Ell mateix va declarar:
| « | La simfonia italiana és un poema lliure en diverses parts que se succeeixen capritxosament, obeint només aquelles lleis misterioses que l'instint reconeix | » |

Quan, a mitjans de la dècada de 1950, l'enciclopèdia britànica The World of Music va preguntar a Malipiero quines eren les seves composicions més importants, en va indicar les següents:
- Pause del Silenzio for the orchestra, composta l'any 1917
- Rispetti e Strambotti, per a quartet de corda, compost el 1920
- L'Orfeide for the stage, composta entre 1918 i 1922, i representada per primera vegada el 1924
- La Passione, una obra de misteri composta l'any 1935
- les seves nou simfonies, compostes entre 1933 i 1955 (compondria simfonies addicionals en els anys posteriors a la confecció d'aquesta llista)

Va considerar Impressioni dal vero, per a orquestra, com la seva primera obra d'importància duradora.

## Teoria i estil musical
Malipiero va ser molt crític amb la forma de la sonata i, en general, amb el desenvolupament temàtic estàndard en la composició. Va declarar:
| « | De fet, vaig rebutjar el joc fàcil del desenvolupament temàtic perquè n'estava fart i m'avorria de mort. Un cop es troba un tema, el gira, el desmembra i el vol volar, no és gaire difícil muntar el primer moviment d'una simfonia (o d'una sonata) que resultarà divertit per als aficionats i, a més, satisfà la manca de sensibilitat del coneixedor. | » |

 El llenguatge musical de Malipiero es caracteritza per una llibertat formal extrema; sempre va renunciar a la disciplina acadèmica de la variació, preferint l'expressió més anàrquica de la cançó, i va evitar caure en el descriptivisme musical de programa. Fins a la primera meitat de la dècada de 1950, Malipiero va romandre lligat al diatonisme, mantenint una connexió amb la música instrumental italiana i el cant gregorià anteriors al segle xix, passant després lentament cap a territoris cada cop més inquietants i tensos que l'apropen al cromatisme total. No va abandonar el seu estil anterior sinó que el va reinventar. A les seves últimes pàgines, és possible reconèixer els suggeriments dels seus alumnes Luigi Nono i Bruno Maderna.
Les seves composicions es basen en passatges lliures, no temàtics, tant com en composició temàtica, i poques vegades els moviments acaben en les claus en què van començar.
Com va declarar Ernest Ansermet, «aquestes simfonies no són temàtiques sinó "motives"; és a dir, Malipiero fa servir motius melòdics com qualsevol altre […] genera altres motius, reapareixen, però no porten el discurs musical, sinó que són, més aviat, portats per ell».

## Recepció
El director francès Antonio de Almeida va dirigir l'Orquestra Simfònica de Moscou en els enregistraments de les simfonies completes de Malipiero per a Naxos (Marco Polo, 1993-1994).
Posteriorment, el repertori per a piano de Malipiero, que comprèn també els seus concerts complets, ha experimentat un renaixement de la mà del conegut pianista italià Sandro Ivo Bartoli. Malipiero va ser el tema de la pel·lícula biogràfica de 1985 Poems of Asolo de Georg Brintrup.

## Obres seleccionades

### Òperes
- L'Orfeide (1919–1922, Düsseldorf 1925), en tres parts:

- I "La morte delle maschere",
- II "Sette canzoni",
- III "Orfeo"

- Tre commedie goldoniane (1920–1922, Darmstadt 1926):

- I "La bottega da caffè",
- II "Sior Todero Brontolon",
- III "Le baruffe Chiozotte"

- Filomela e l'infatuato (1925, Praga 1928)
- Torneo notturno (1929)
- La favola del figlio cambiato (llibret de Luigi Pirandello, 1933)
- Giulio Cesare (basada en Shakespeare, 1935, Gènova 1936)
- Antonio e Cleopatra (basada en Shakespeare, 1937, Florència 1938)
- I capricci di Callot (basada en E.T.A. Hoffmann, 1942, Roma 1942)
- L'allegra brigata (1943, Milà 1950)
- Mondi celesti ed infernali (1949, Venècia 1961)
- Il figliuol prodigo (1952, Florència 1957)
- Donna Urraca, acte únic (1954)
- Venere prigioniera (1955, Florència 1957)
- Il marescalco (1960, Treviso 1969)
- Don Giovanni (1963, Nàpols)
- Rappresentazione e festa di Carnasciale e della Quaresima (Òpera ballet, 1961, Venècia 1970)
- Le metamorfosi di Bonaventura (Venècia 1966)
- Don Tartufo bacchettone (1966, Venècia 1970)
- Iscariota (1971)

### Música orquestral
- Dai sepolcri (1904)
- Sinfonia degli eroi (1905)
- Sinfonia del mare (1906)
- Sinfonia del silenzio e de la morte (1909–1910)
- Impressioni dal vero primera part (1910)
- Impressioni dal vero segona part (1915)
- Ditirambo tragico (1917)
- Pause del Silenzio (1917)
- Grottesco (1918)
- Ballet Pantea (1919)
- Cimarosiana (1921), cinc fragments simfònics de les obres per teclat de Cimarosa
- Impressioni dal vero tercera part (1922)
- Concerti (1931)
- Concert n.1 per a piano i orquestra (1931)
- Inni (1932)
- Concert n.1 per a violí i orquestra (1932)
- Sette Invenzioni (1933)
- Simfonia n.1 "En quatre temps, com les quatre estacions" (1933)
- Simfonia n.2 "Elegíaca" (1936)
- Concert per a violoncel i orquestra (1937)
- Concert n.2 per a piano i orquestra (1937)
- Concerto a tre per a violí, violoncel, piano i orquestra (1938)
- Simfonia n.3 "Delle campane" (1944–1945)
- Simfonia n.4 "In memoriam" (1946)
- Simfonia n.5 "Concertante in eco" (1947)
- Simfonia n.6 "Degli archi" (1947)
- Ballet Stradivario (1948)
- Simfonia n.7 "Delle canzoni" (1948)
- Concert n.3 per a piano i orquestra (1948)
- Concert n.4 per a piano i orquestra (1950)
- Simfonia en un temps (1950)
- Sinfonia dello Zodiaco "Quatre partites: de la primavera a l'hivern" (1951)
- Ballet El mondo novo (1951)
- Vivaldiana (1952)
- Passacaglie (1952)
- Fantasie di ogni giorno (1953)
- Elegia capriccio (1953)
- Fantasie concertanti (1954)
- Notturno di canti e balli (1957)
- Concert n.5 per a piano i orquestra (1958)
- Simfonia per Antigenida (1962)
- Concert n.2 per a violí i orquestra (1963)
- Simfonia n.8 "Symphonia brevis" (1964)
- Concert n.6 per a piano i orquestra (1964)
- Simfonia n.9 "Dell'Ahimè" (1966)
- Simfonia n.10 "Atropo" (1966–1967)
- Concert per flauta i orquestra (1968)
- Simfonia n.11 "Delle cornamuse" (1969)
- Gabrieliana (1971)
- Omaggio a Belmonte (1971)

### Música de cambra
- Sonata per a violoncel i piano (1907–1908)
- Canto della Lontananza per a violí i piano (1919)
- Quartet de corda núm. 1 "Rispetti e strambotti" (1920)
- Quartet de corda núm. 2 "Stornelli e ballate" (1923)
- Quartet de corda núm. 3 "Cantari alla madrigalesca" (1931)
- Epodi e giambi per a violí, oboè, viola i fagot (1932)
- Quartet de corda núm. 4 (1934)
- Sonata a cinque per a flauta, arpa, viola, violí i violoncel (1934)
- Quartet de corda núm. 5 "Dei capricci" (1941–1950)
- Sonatina per a violoncel i piano (1942)
- Quartet de corda núm. 6 "L'Arca di Noé" (1947)
- Quartet de corda núm. 7 (1950)
- Sonata a quattro per a flauta, oboè, clarinet i fagot (1954)
- Serenata mattutina per a 10 instruments (1959)
- Serenata per a fagot i 10 instruments (1961)
- Macchine per a 14 instruments (1963)
- Quartet de corda núm. 8 "Per Elisabetta" (1964)
- Endecatode per a 14 instruments i percussió (1966)

### Música per a piano
- 6 morceaux (6 pezzi) (1905)
- Bizzarrie luminose dell'alba, del meriggio, della notte (1908)
- 3 danze antiche (1910)
- Poemetti lunari (1909–10)
- Tre improvvisi per Pianola
- Impressioni (abans de 1914)
- Preludi autunnali (1914)
- Poemi asolani (1916)
- Barlumi (1917)
- Maschere che passano (1918)
- Risonanze (1918)
- La siesta (1920)
- A Claude Debussy (1920)
- Omaggi: a un pappagallo, a un elefante, a un idiota (1920)
- Cavalcate (1921)
- Il tarlo (1922)
- Pasqua di resurrezione (1924)
- 3 preludi e una fuga (1926)
- Epitaffio (1931)
- Prélude à une fugue imaginaire (1932)
- I minuetti di Ca'Tiepolo (1932)
- Preludio, ritmi e canti gregoriani (1937)
- Preludio e fuga (1940)
- Hortus conclusus (1946)
- Stradivario per a 2 pianos (1955)
- Dialogo no. 2 per a 2 pianos (1955)
- 5 studi per domani (1959)
- Variazione sulla pantomima dell'"Amor brujo" di Manuel de Falla (1959)
- Bianchi e neri (1964)

### Obres vocals
- Tre poesie di Angelo Poliziano (1920)
- San Francesco d'Assisi, misteri per a solistes, cor i orquestra (1920–1921, Nova York 1922)
- Quattro sonetti del Burchiello (1921)
- Due sonetti del Berni (1922)
- Le Stagioni Italiche per a soprano i piano (1923, Venècia 1925)
- La Cena, cantata per a cor i orquestra (1927, Rochester 1929)
- Commiato per a veu de baríton i orquestra (1934)
- La Passione, cantata per a cor i orquestra (Roma 1935)
- De Profundis per a veu, viola, tambor gran i piano (Venècia 1937)
- Missa Pro Mortuis per a baríton, cor i orquestra (Roma 1938)
- Quattro Vecchie Canzoni per a veu i instruments (1940, Washington 1941)
- Santa Eufrosina, misteri per a soprano, dos barítons, cor i orquestra (Roma 1942)
- Le Sette Allegrezze d'Amore per a veu i instruments (Milà 1945)
- La Terra, dels Geòrgiques de Virgili (1946)
- Mondi celesti per a soprano i deu instruments (1948, Capri 1949)
- La Festa della Sensa per a baríton, cor i orquestra (1949–1950, Brussel·les 1954)
- Cinque favole (1950)
- Preludio e morte di Macbeth per a baríton i orquestra (1958, Milà 1960)
- Sette canzonette veneziane per a veu i piano (1960)

### Bandes sonores de cinema
- Steel (1933)